# Tín hiệu đường sắt

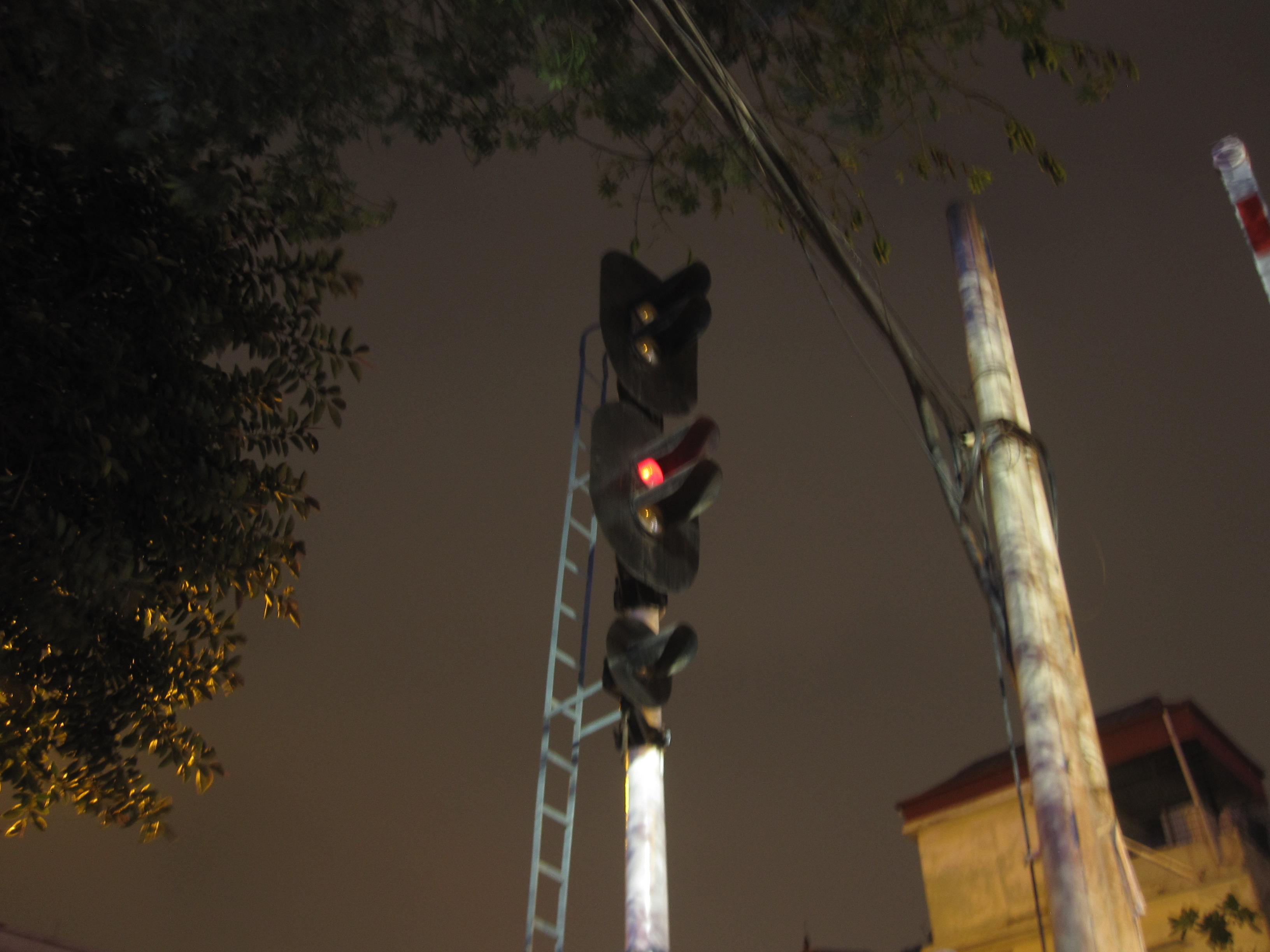
Đèn tín hiệu vào ga gần ga Hà Nội ở trạng thái biểu thị mặc định

Tín hiệu đường sắt là một thiết bị hiển thị trực quan truyền tải các thông tin hướng dẫn hoặc đưa ra cảnh báo về đoạn đường phía trước cho người lái tàu . Người lái tàu thuộc lòng & phân tích tín hiệu , điều khiển đoàn tàu theo tín hiệu hiển thị tương ứng. Thông thường, tín hiệu có thể thông báo cho người lái tàu về trạng thái của đoạn đường phía trước , từ đó mà lái tàu có thể xác nhận đoàn tàu sẽ thông qua tín hiệu hoặc giảm tốc độ ; dừng lại.
Tín hiệu hiển thị trực quan trên đường sắt gồm có: đèn tín hiệu cố định trên đường, biển báo, mốc hiệu, tín hiệu tay của nhân viên đường sắt gồm: cờ , đèn tay, còi thổi.

## Ứng dụng và định vị tín hiệu

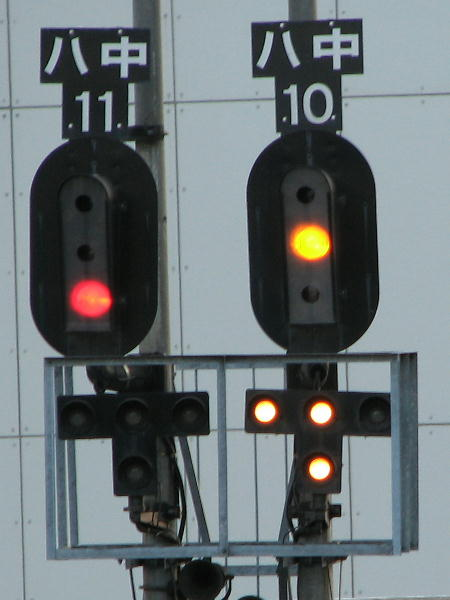
Đèn bổ sung chỉ hướng rẽ (màu trắng sữa) trên tín hiệu số 10 cho thấy đoạn đường phía trước tàu chuẩn bị rẽ sang hướng trái và giảm tốc độ (đèn vàng).

Ban đầu, tín hiệu hiển thị dừng đơn giản hoặc tiến hành chỉ dẫn. Khi mật độ giao thông đường sắt tăng lên, điều này tỏ ra quá hạn chế và các trạng thái hiển thị tín hiệu bổ sung đã được thêm vào. Một sàng lọc như vậy là việc bổ sung các tín hiệu báo trước trước khi đến tín hiệu báo dừng tàu hoặc tín hiệu giảm tốc độ. Tín hiệu báo trước đưa ra cảnh báo cho tài xế rằng tiếp theo sau tín hiệu này có thể là tín hiệu dừng lại hoặc giảm tốc độ. Điều này giúp cho tài xế phán đoán trước được tín hiệu chính phía sau, tránh được các sự cố do gặp tín hiệu báo dừng hoặc giảm tốc độ một cách quá đột ngột.
Theo biểu đồ chạy tàu và thứ tự ưu tiên của các đoàn tàu, các tín hiệu không trực tiếp truyền lệnh cho các nhân viên trên tàu. Thay vào đó, họ chỉ đạo nhân viên nhận lệnh, làm theo tín hiệu.
Tín hiệu được sử dụng để biểu thị những trạng thái sau đây:
- Đường phía trước là thanh thoát (không có bất kỳ trở ngại nào) ,tài xế được cho tàu thông qua với vận tốc quy định;
- Điểm (còn gọi là chuyển mạch ở Mỹ) được thiết lập một cách chính xác
- Hướng ghi (thẳng/rẽ/tránh tàu nào đang ở phía trước)
- Giảm tốc độ / dừng lại
- Trạng thái của tín hiệu tiếp theo
- Các lệnh cho tàu sẽ được các nhân viên lựa chọn

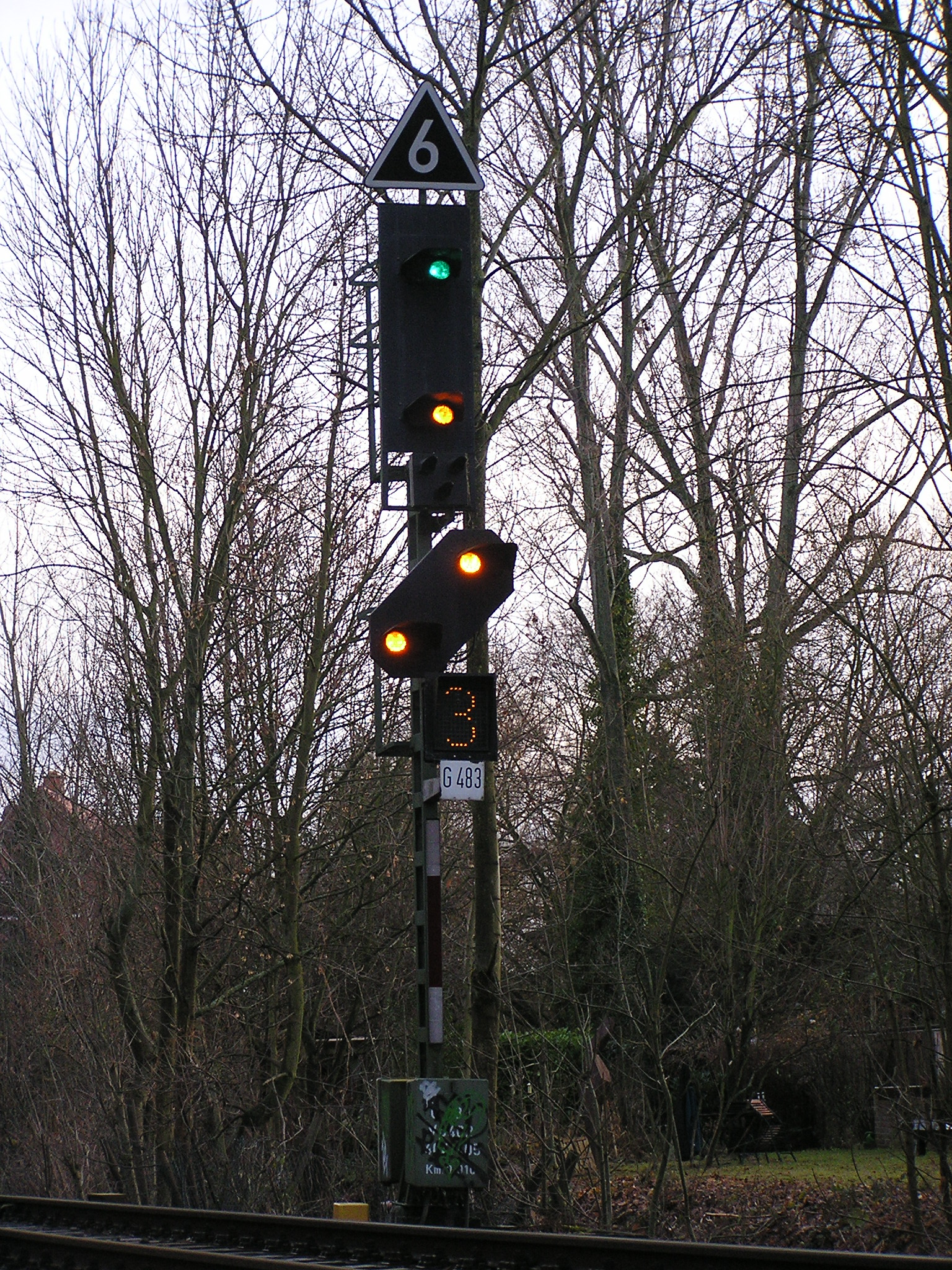
Một số tín hiệu có thể truyền tải một lượng lớn thông tin. Các tín hiệu ở Đức này cho thấy tàu được thông qua (đèn xanh lục), giới hạn tốc độ vượt qua tín hiệu này là 60 km/h (đèn vàng trên cùng + biển số 6 trên cùng), giới hạn tốc độ sẽ giảm xuống 30 km/h phía trước (chỉ báo được chiếu sáng màu vàng) và - tại ga cụ thể đó - rằng tàu đang đi vào một đường ray có thể còn trở ngại và sẽ phải đi chậm lại (đèn vàng đôi ở phía dưới).

Tín hiệu có thể được đặt tại các vị trí:
- Khi chuẩn bị vào ga
- Trước các đoạn đường có thể di chuyển, chẳng hạn như các điểm hoặc công tắc hoặc cầu xoay
- Trước các tín hiệu khác
- Trước các đoạn giao nhau đồng mức với đường ray khác
- Tại một công tắc hoặc chỗ quay tàu
- Trước các đoạn đường nguy hiểm hoặc những nơi khác mà tàu có khả năng bị dừng đột ngột
- Trước khi rời khỏi ga.